# 가깝고도 먼 길
《가깝고도 먼길》은 한국에서 제작된 임권택 감독의 1978년 영화이다. 이진호 등이 주연으로 출연하였고 최춘지 등이 제작에 참여하였다.

## 출연

### 주연
- 이진호
- 손지훈

### 조연
- 방수일
- 김보미

## 기타
- 조명: 손영철
- 녹음: 이영길